# Rimpak
Rimpak is een bestuurslaag in het regentschap Wonosobo van de provincie Midden-Java, Indonesië. Rimpak telt 3766 inwoners (volkstelling 2010).